# Vörös-torony-hágó
A Vörös-torony-hágó (szlovákul: Priečne sedlo) (2341 m, *2352 m) egy közkedvelt Magas-Tátrai átjáró az Öt-tavi-katlan és a Nagy-Tarpataki-völgy között. Két bemetszése van, amiket apró tornyocska (Kis-Majunke-torony) választ el egymástól. Átjáróul a Vörös-torony oldalán levő bemetszés szolgál. A két hágóbemetszést elválasztó tornyocska a Nagy-Tarpataki-völgy oldalán megkerülhető.
Első átkelők: Müller G., Roxer V., 1846 nyarán.
A hágó egy irányból az Öt-tó felől közelíthető meg. (November 1-től Június 12-éig lezárva.)
- Az Öt-tótól (K-ről)

Készített ösvény, sárga jelzés. Végső részében könnyű, de meglehetősen kitett mászás. 
A Téry-menedékháztól a völgykatlanban befelé. Át a legnagyobb tó lefolyásán és a balra elágazó ösvényre. Ez szerpentinekben felvisz a Pfinn-kilátó hátára (30 p), azt keresztezve le a Kis-Nyereg-hágó-völgyecskébe és túloldalán a hatalmas törmelékkúpra, amely a hágóhoz húzódik fel. Az ösvény nagy kanyarokkal emelkedik, majd kb. 50 m-rel a hágó alatt a jobb oldali lejtőre tér (40 p), amelyen meglehetősen kitett terepen (hosszú vaslánc) az északnyugati bemetszéséhez ér fel (15 p).
- A Nagy-Tarpataki-völgyből (Ny-ról)

Készített ösvényen, sárga jelzés. A Hosszú-tavi menedékháztól a Rovátka felé elágazó ösvényen, amely egy ideig északi irányban húzódik, majd nagy ívben jobbra kanyarodva belép a Metélőhagymás-tavak katlanába. A tavak megkerülése után az ösvény a katlan keleti oldalán felvisz a Vadász-lejtő-nyeregre (1 ó). A Vadász-lejtő a Nagy-Tarpataki-völgynek nagy kiterjedésű, magasabb ÉK. terasza. Az ösvény a Vadász-lejtőt keleti irányban keresztezi és a Vörös-torony déli fala alatt átvisz ahhoz a szakadékhoz, amelyben számos kanyarral emelkedve visz fel a hágó északnyugati nyílásába (45 p).